# Leichtathletik-Weltmeisterschaften 2023/10.000 m der Frauen

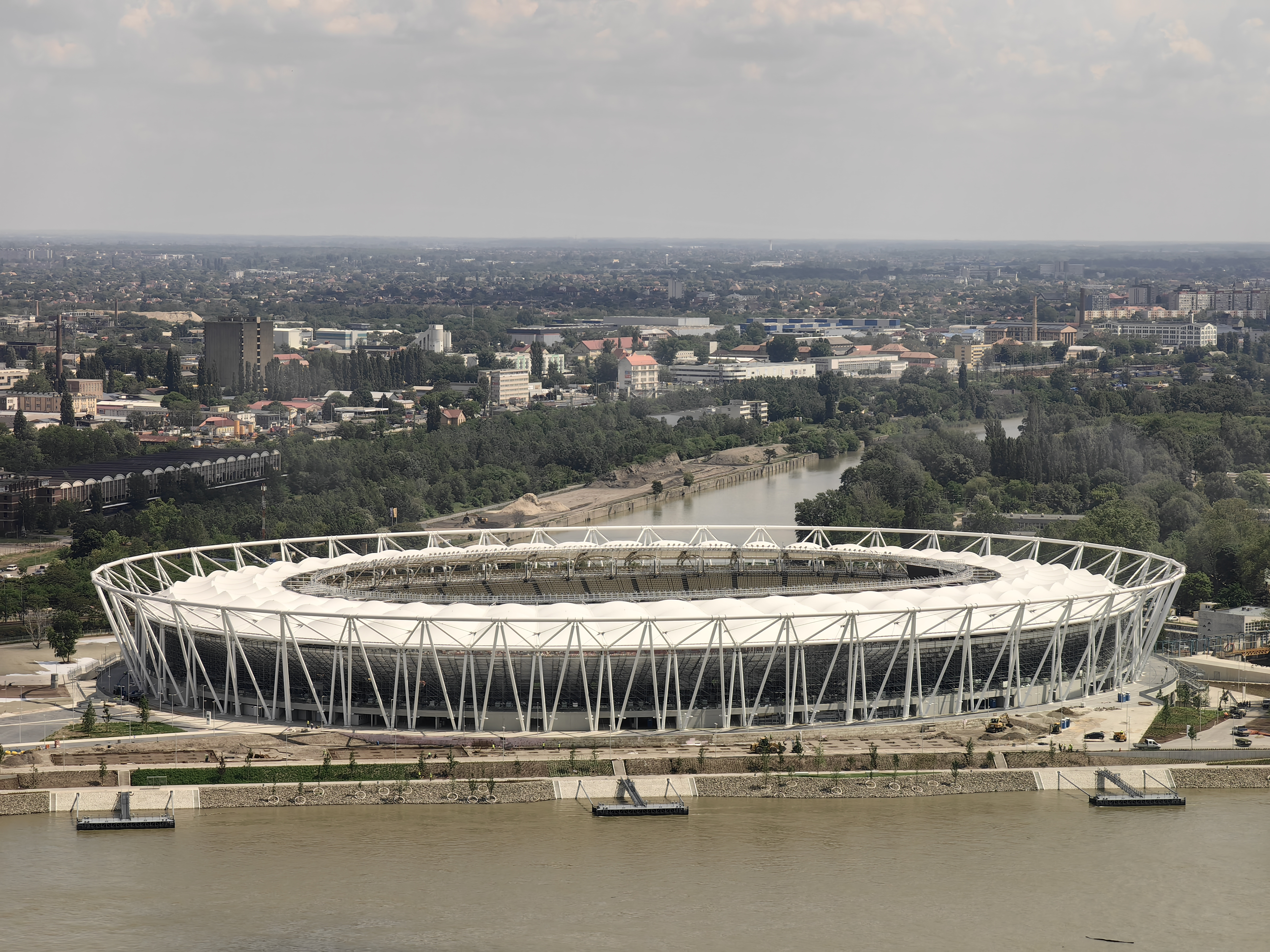
Nemzeti Atlétikai Központ im Mai 2023

Der 10.000-Meter-Lauf der Frauen bei den Leichtathletik-Weltmeisterschaften 2023 fand am 19. August 2023 im Stadion Nemzeti Atlétikai Központ der ungarischen Hauptstadt Budapest statt.
22 Athletinnen aus 12 Ländern nahmen an dem Wettbewerb teil.
In diesem Wettbewerb durften sich die äthiopischen Langstreckenläuferinnen über einen Dreifacherfolg freuen. Es siegte die 5000-Meter-Weltmeisterin von 2022 Gudaf Tsegay. Silber ging an die Titelverteidigerin und Weltrekordinhaberin Letesenbet Gidey. Bronze gewann Ejgayehu Taye.

## Bestehende Rekorde
| Weltrekord               | 29:01,03 min | Letesenbet Gidey | Hengelo, Niederlande | 8. Juni 2021    |
| Weltmeisterschaftsrekord | 30:04,18 min | Berhane Adere    | WM Paris, Frankreich | 23. August 2003 |

Der seit 2003 bestehende Championshiprekord (CR) wurde auch bei diesen Weltmeisterschaften nicht erreicht. Mit ihrer Siegzeit 31:27,18 min blieb die äthiopische Weltmeisterin Gudaf Tsegay genau 1:23 min über dem Rekord. Zum Weltrekord fehlten ihr 2:26,15 min.

## Legende
Kurze Übersicht zur Bedeutung der Symbolik – so üblicherweise auch in sonstigen Veröffentlichungen verwendet:
- DNF: Wettkampf nicht beendet (did not finish)

## Durchführung
In diesem Wettbewerb gab es keine Vorrunde, alle 22 Teilnehmerinnen traten gemeinsam zum entscheidenden Rennen an.

## Ergebnis
19. August 2023, 20:55 Uhr Ortszeit
| Platz | Name                        | Nation         | Zeit (min) |
| ----- | --------------------------- | -------------- | ---------- |
| 1     | Gudaf Tsegay                | Äthiopien      | 31:27,18   |
| 2     | Letesenbet Gidey            | Äthiopien      | 31:28,16   |
| 3     | Ejgayehu Taye               | Äthiopien      | 31:28,31   |
| 4     | Irine Jepchumba Kimais      | Kenia          | 31:32,19   |
| 5     | Alicia Monson               | USA            | 31:32,29   |
| 6     | Agnes Jebet Ngetich         | Kenia          | 31:34,83   |
| 7     | Ririka Hironaka             | Japan          | 31:35,12   |
| 8     | Jessica Warner-Judd         | Großbritannien | 31:35,38   |
| 9     | Grace Loibach Nawowuna      | Kenia          | 31:38,17   |
| 10    | Sarah Chelangat             | Uganda         | 31:40,04   |
| 11    | Sifan Hassan                | Niederlande    | 31:53,35   |
| 12    | Elise Cranny                | USA            | 31:57,51   |
| 13    | Diane van Es                | Niederlande    | 32:05,85   |
| 14    | Natosha Rogers              | USA            | 32:08,05   |
| 15    | Camilla Richardsson         | Finnland       | 32:15,74   |
| 16    | Stella Chesang              | Uganda         | 32:38,90   |
| 17    | Lemlem Hailu                | Äthiopien      | 32:42,78   |
| 18    | Sarah Lahti                 | Schweden       | 33:09,22   |
| 19    | Luz Mery Rojas              | Peru           | 33:19,61   |
| 20    | Rino Goshima                | Japan          | 33:20,38   |
| 21    | Maria Lucineida da Silva    | Brasilien      | 35:54,18   |
| DNF   | Caroline Chepkoech Kipkirui | Kasachstan     |            |

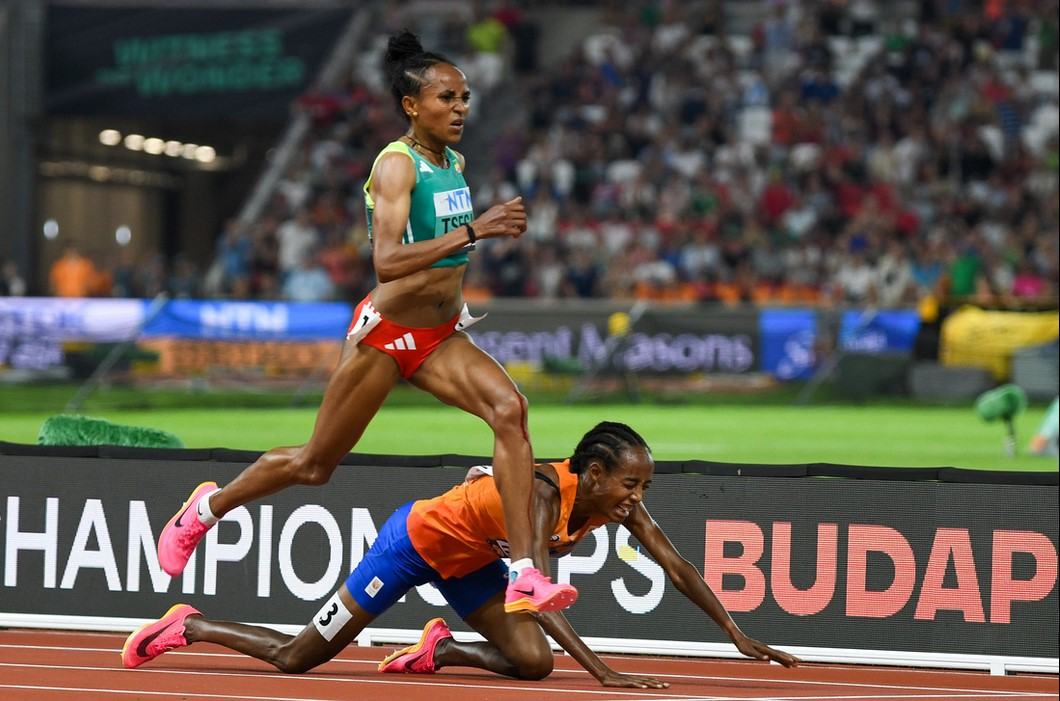
Wenige Schritte vor dem Ziel stürzt Sifan Hassan und Gudaf Tsegay wird Weltmeisterin

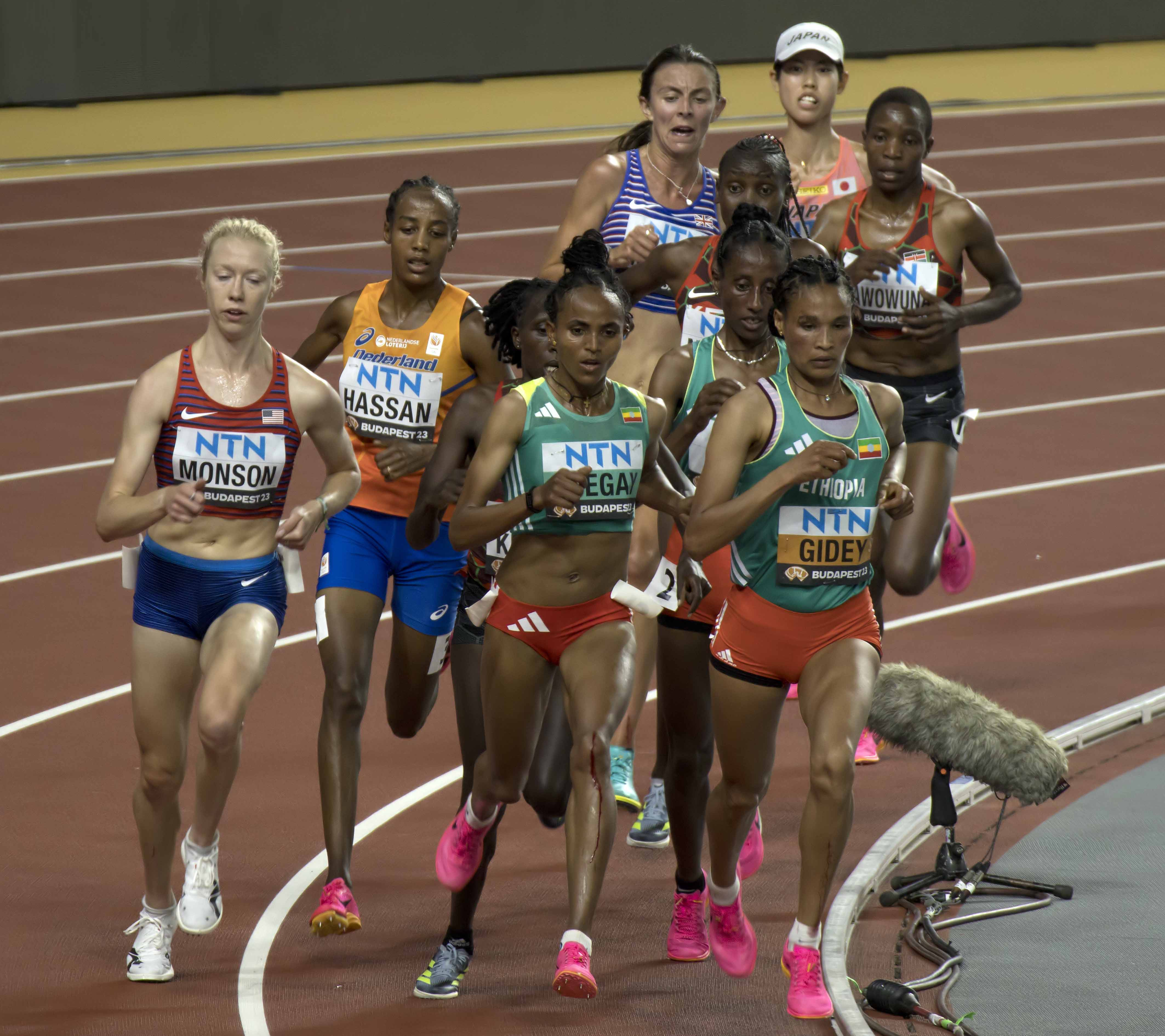
Gut zwei Runden vor dem Ziel sind noch zehn Läuferinnen eng zusammen, es führt Letesenbet Gidey vor Gudaf Tsegay, dahinter Alicia Monson, Irine Jepchumba Kimais, Ejgayehu Taye, dann folgen Sifan Hassan, Agnes Jebet Ngetich, Jessica Warner-Judd, Grace Loibach Nawowuna, und Ririka Hironaka

Dieses Rennen endete in einem dramatischen Finale. Auf der Zielgeraden kämpften die in Führung liegende Niederländerin Sifan Hassan und die Äthiopierin Gudaf Tsegay um den Sieg, als kurz vor dem Ziel Tsegay doch noch an Hassan vorbeizog. In dem Moment kam die Niederländerin zu Fall, eine Berührung oder gar Behinderung war dabei nicht zu erkennen. So wurde Gudaf Tsegay Weltmeisterin vor ihren beiden Landsfrauen Letesenbet Gidey und Ejgayehu Taye. Hassan rappelte sich dann noch einmal auf, konnte aber nur noch als Elfte durchs Ziel laufen.
| Zwischenzeiten      | Zwischenzeiten | Zwischenzeiten                                                | Zwischenzeiten |
| Zwischenzeit- Marke | Zwischenzeit   | Führende                                                      | 1000-m-Zeit    |
| ------------------- | -------------- | ------------------------------------------------------------- | -------------- |
| 1000 m              | 3:37,55 min    | Natosha Rogers mit dem kompletten Feld                        | 3:37,55 min    |
| 2000 m              | 6:50,56 min    | Camilla Richardsson mit einer 21-köpfigen Führungsgruppe      | 3:13,01 min    |
| 3000 m              | 9:58,89 min    | Camilla Richardsson mit einer 21-köpfigen Führungsgruppe      | 3:08,33 min    |
| 4000 m              | 13:10,16 min   | Camilla Richardsson mit einer achtzehnköpfigen Führungsgruppe | 3:11,27 min    |
| 5000 m              | 16:23,55 min   | Camilla Richardsson mit einer achtzehnköpfigen Führungsgruppe | 3:13,29 min    |
| 6000 m              | 19:33,51 min   | Gudaf Tsegay mit einer siebzehnköpfigen Führungsgruppe        | 3:09,56 min    |
| 7000 m              | 22:34,80 min   | Letesenbet Gidey mit einer vierzehnköpfigen Führungsgruppe    | 3:01,29 min    |
| 8000 m              | 25:38,05 min   | Ejgayehu Taye mit einer dreizehnköpfigen Führungsgruppe       | 3:03,25 min    |
| 9000 m              | 28:40,38 min   | Grace Loibach Nawowuna mit einer elfköpfigen Führungsgruppe   | 3:02,33 min    |
| 10.000 m            | 31:27,18 min   | Gudaf Tsegay                                                  | 2:46,80 min    |

## Videolink
- Ethiopian sweep in the women's 10,000m | World Athletics Championships Budapest 23, youtube.com, abgerufen am 18. September 2023